# 納迪亞·斯泰爾斯
納迪亞·斯泰爾斯（英語：Nadia Styles，1982年6月25日—），生於美國加州洛杉磯，是一位色情女演員。

## 獎項
- 2005年獲提名AVN獎—最佳三人性愛場景[2]
- 2006年獲提名AVN獎—最佳肛交場景[3]

## 外部連結
- 納迪亞·斯泰爾斯的X（前Twitter）
- 納迪亞·斯泰爾斯的Instagram帳戶
- 納迪亞·斯泰爾斯在互联网电影资料库（IMDb）上的資料（英文）